# Bゼミ
Bゼミは、1967年から2004年にかけて存在した、日本の現代美術の学習システム。
小林昭夫が横浜に創設。

## 概要
様々な現代美術の作家を呼び、スクーリングを行っていた。
当初、富士見町アトリエにて、勉強会のような形態で始まる。
当初は、「誰にでも親しめる洋画基礎クラス」、「児童のための美術クラス」など、A～Eまでのコースがあった。このうち、
- Aコースは「斎藤義重現代美術専門ゼミナール」といい、美大出身のセミプロが作品をもちよって合評会をするなどといったもの。
- Bコースは「現代美術ベーシック・ゼミナール」で、現代美術の基礎コースのようなゼミ

であった。しかし、やがてBコース以外が消滅し、名称が「Bゼミ」に変更される。その後、後付け的に、「Bゼミ」は"Bacic Seminar"の略である、ということにされた。

## 関連ページ
- blanClass
- 小林晴夫 (アーティスト)
- 眞島竜男
- 橋本聡 (アナリスト)
- 森田浩彰
- 池田修
- 外島貴幸